# Deltarune
Deltarune (estilizado como deltarune) es un videojuego de rol creado por el desarrollador independiente estadounidense Toby Fox. El jugador controla a un humano, Kris, en un mundo donde los monstruos viven en la superficie de la Tierra. Kris y una compañera de clase llamada Susie caen de la Tierra a un lugar llamado "Dark World" donde se encuentran con Ralsei, quien les informa que son héroes destinados a restaurar el equilibrio del mundo. Los jugadores se encuentran con varios seres que se hacen llamar "Darkners" durante una búsqueda profetizada para sellar la fuente oscura. Durante los combates, el jugador debe hacerse paso a través de los distintos ataques bullet hell de los enemigos, los cuales pueden resolverse de manera pacífica o violenta. El primer capítulo del videojuego se lanzó el 31 de octubre de 2018 para Microsoft Windows y macOS de forma gratuita, mientras que la versión de Nintendo Switch fue lanzada el 28 de febrero de 2019.
Deltarune es un videojuego derivado del videojuego anterior de Toby Fox, Undertale (cuyo título es un anagrama), pero su ambientación no es el "mundo de Undertale", según Toby Fox, aunque los personajes y otros elementos pueden recordar algo del mundo de Undertale. Toby Fox planea desarrollar los demás capítulos, pero no se ha definido una fecha concreta para su publicación.Aún así, en abril de 2025 se confirmó que junto el lanzamiento de Nintendo Switch 2, los próximos capítulos de Deltarune 3 y 4 se publicarían el 5 de junio de 2025.

## Jugabilidad
Deltarune, como Undertale, es un videojuego de rol que usa una perspectiva top-down. El jugador controla a un humano llamado Kris y tiene que completar objetivos para poder completar el videojuego. Durante algunas partes del videojuego, el jugador puede elegir los ataques de otros personajes del grupo. El combate se realiza de forma similar a la mayoría de los videojuegos de rol estándar basados en turnos, seleccionando entre un conjunto de acciones como "Attack" (atacar) o "Spare" (perdonar). Si bien el objetivo del videojuego es evitar peleas y perdonar a los monstruos, esto se dificulta porque Susie, que no está controlada inicialmente por el jugador, prefiere atacar a los enemigos en lugar de perdonarlos, por lo que el jugador también debe determinar las acciones para prevenir que Susie haga daño a los enemigos. El videojuego también tiene TP (puntos de tensión), que permiten a los miembros del equipo usar hechizos como "Pacify" (Pacificar). A diferencia de Undertale, el final no cambia con las acciones del jugador. Toby Fox planea que el videojuego tenga un solo final.

## Argumento

### Capítulo 1
Al iniciar el juego, se invita al jugador a crear un avatar. Sin embargo, una vez finalizado, el juego guarda el avatar en el código aunque supuestamente lo elimina e informa al jugador que "Nadie puede elegir quiénes son en este mundo".
El jugador comienza la historia como Kris, un humano que vive con su madre adoptiva Toriel, un monstruo. Toriel deja a Kris en la escuela, donde Kris asiste a una clase impartida por Alphys. Kris y Susie, un monstruo delincuente que es su compañera de clase, son enviados para obtener tiza para la pizarra. Al entrar en el armario de suministros, ambos se introducen en el "Dark World" (Mundo Oscuro). Allí, se encuentran con Ralsei, un príncipe de la oscuridad, quien les dice que los tres son héroes destinados a cerrar un géiser de energía oscura para restablecer el equilibrio en ese mundo. Sin embargo, el rey ha tomado el control del Dark World y está decidido a extender la oscuridad.
Susie elige no ayudar, solo queriendo regresar a su propio mundo. Sin embargo, los tres se encuentran con Lancer, el hijo del rey, que intenta evitar que continúen ejecutando varios planes pobremente planificados. Susie finalmente decide unirse a Lancer, dejando solos a Kris y Ralsei. Mientras Kris y Ralsei se dirigen hacia el castillo del rey, Susie se hace amiga de Lancer y más tarde, los cuatro se convierten en un equipo. Al darse cuenta de que tendrán que enfrentarse al rey, Lancer corre hacia el castillo y se encarga de que los secuaces del rey arrojen a Kris, Ralsei y Susie al calabozo.
Susie se escapa del calabozo y se enfrenta a Lancer, quien le explica que quería evitar que Susie y el rey se hicieran daño mutuamente. Susie le promete a Lancer que no hará daño al rey. Kris, Susie y Ralsei van a la cima del castillo y se enfrentan al rey en una batalla. Finalmente, el rey cae al suelo debido al agotamiento y Ralsei se apiada de él, curándolo. Sin embargo, se revela que esto es un engaño ya que el rey incapacita rápidamente a los tres héroes, amenazando con matarlos a todos. Si el jugador ha superado los encuentros enemigos sin utilizar la violencia durante el juego, Lancer pone a los hombres del rey en su contra y lo encarcela, tomando el lugar de su padre. De lo contrario, Ralsei somete al rey con un hechizo mágico. 
El grupo cierra el géiser oscuro, para que Kris y Susie puedan regresar a su propio mundo. Allí, Susie se despide, expresando interés en ir al Dark World nuevamente. El jugador puede explorar la ciudad antes de que Kris vuelva a su casa.
Esa noche, Kris, sin la ayuda del jugador, se sacude en la cama, luego cae al suelo y se acerca al centro de la habitación. Este atraviesa su pecho y se arranca el alma, arrojándola a una jaula en la esquina de la habitación. Luego saca un cuchillo y se gira hacia el espectador. Ahí sonríe, con su ojo derecho parpadeando en rojo para robar un pastel sin que nadie lo sepa.
Si el jugador prefiere ir al piso "??????" del castillo en el ascensor tendrá que encontrar 3 pedazos de llaves y unificarlos, al entrar se encuentran con un bufón llamado Jevil, un jefe opcional, si decides atacarlo, obtendrás el "Devilsknife" o "Cuchillodiabólico", un arma que solo Susie puede equipar, pero si decides vencerlo de manera pacífica, obtendrás el "Jevilstail", la cola de Jevil, una "armadura", que puede ser equipada por Kris, Susie o Ralsei.

### Capítulo 2
Después de los acontecimientos del primer capítulo, este capítulo empieza con una pantalla negra donde Toriel va a ver a Kris, en la que le pregunta si está despierto, hasta darse cuenta de que tiene un cuchillo. Luego termina gritando "NOOOOOOOO---!" para hacernos pensar de que Kris iba a matarla, aunque después de eso, aparecemos en el cuarto de Kris con una Toriel enojada porque se dio cuenta de que alguien se robó una rebanada de tarta. A partir de allí empezamos un nuevo día en la escuela, donde Alphys pide que alguien lea una página de su libro, en el cual Berdly comienza para que con ello Kris se quede dormido; una vez despierto, sale del salón y se encuentra con Susie, quien le menciona lo frustrante que fue esperar al día siguiente, diciendo que se sintieron como años (lo cual referencia a los 3 años que tardó este capítulo en publicarse), y de ahí van rápido al armario para volver al mundo oscuro. Pero antes de entrar, Noelle llega a invitarlos a estudiar en la librería con Berdly para el proyecto grupal. En esta parte, dependiendo si hablaste con Noelle en el capítulo anterior en la ciudad, habrá una escena donde Noelle le dará una caja de tiza a Susie como su almuerzo y servirá como un objeto en el mundo oscuro. Ya al irse, Susie empieza a sospechar que la razón por la que Noelle le pidió a ella estudiar con ellos y su sonrojo se deben a que quizás descubrió sus identidades en el mundo oscuro. Ya sin más rodeos, ambos entran para visitar su segundo hogar una vez más. Al llegar al mundo oscuro, Ralsei le pide a Kris que suba a su mundo y traiga los objetos que hay en la habitación de al lado del portal del Dark World. Al hacerlo, el pueblo se llena de enemigos y amigos del capítulo 1, ahora todos amistosos con el personaje. Después, Ralsei les dirá a Kris y Susie que tiene una sorpresa en el castillo. Al llegar, Ralsei les enseñará las habitaciones que les había estado preparando. Susie al ver su cuarto mostrará decepción, pero después le dirá a Ralsei que le gustaba la habitación, mostrándose mucho más alegre (de manera sincera). Cuando lleguemos al pasillo, Susie le preguntará a Kris qué harán en ese momento, y Ralsei invitará a Kris y Susie a explorar el pueblo, lo cual no es obligatorio. En el pueblo se puede hablar con Seam, el vendedor de la tienda del capítulo 1. Si derrotaste a Jevil en el capítulo 1, Seam te explicará que habías estado sosteniendo un cristal de las sombras todo este tiempo sin darte cuenta, y lo tomará, diciéndote que busques más, que quizás le podría fabricar algo con los cristales de sombras. También puedes ir al "Party Dojo" o " Dojo Fiesta", que se da a entender que es una discoteca donde se pueden realizar distintos retos.
Una vez de vuelta al mundo convencional, Kris y Susie encuentran otra entrada al mundo oscuro desde la biblioteca del pueblo. Allí inician una nueva aventura en un mundo cibernético dominado por la robot Queen. Poco después de entrar en el Dark World, Susie y Kris se encontrarán con Noelle, que les avisará que salgan corriendo. Inmediatamente después, aparece Queen, capturando a Noelle en una jaula y llevándosela de allí. Después de introducirse a sí misma, procederá a enfrentarnos a dos Werewires. Al terminar el combate, aparecerán dos Werewires más, que serán pacificados por Ralsei, que aparecerá en ese momento por primera vez en este Dark World. 
De ahí en adelante, la Kris, Susie y Ralsei avanzarán en la Cyber Field, la cual es una zona austera, estando simplemente compuesta por un camino verde y un fondo negro con la ciudad al fondo. Al final de la misma, la Fun Gang se montará en una especie de autopista-montaña rusa, en la habrá un enfrentamiento con Berdly, que aparecerá por primera vez en el Dark World en este momento, Berdly se ha convertido en un aliado voluntario de la Reina y, aunque esta no le agrade del todo, le sigue la corriente. Finalmente derrotamos a Berdly y caemos al Basurero, aquí nos vemos obligados a dividir nuestros senderos, Susie y Ralsei se van por arriba mientras que Kris se va por abajo. Ya entrando a la ciudad Kris se encuentra con Noelle, su compañera de clases que también quedó atrapada en el mundo oscuro. Acto seguido aparece la Reina buscando a Noelle a lo que esta se esconde, Kris realiza una “tregua” con la Reina para encontrar a Noelle, mientras hablaban aparece Berdly y la Reina se esconde sospechosamente en el mismo sitio que Noelle, aunque esta no la llega a ver. Nuevamente Kris realiza otra “tregua” pero esta vez con Berdly para encontrar a la Reina. Finalmente todos se van y Kris se queda con Noelle. Ambos van recorriendo la Ciudad Cibernética (o Cybercity) mientras se topan con varios enemigos y puzzles irrelevantes.

## Recepción

### Capítulo 1
El primer capítulo de Deltarune obtuvo muchas comparaciones con  Undertale. Jason Schreier of Kotaku y Dominic Tarason de Rock, Paper, Shotgun lo comparó favorablemente. Schreier elogió los refinamientos de los elementos de Undertale, llamándolo "un regreso refrescante"; Tarason estuvo de acuerdo y dijo que "Deltarune" es "una producción de mayor presupuesto". Aunque Mitchell Parton de Nintendo World Report pensaba que Deltarune "no cambia significativamente la fórmula", no tuvo ningún problema con eso . Nintendo Life Mitch Vogel fue menos positivo, decepcionado de que después de lo "fresco" que fue 'Undertale' en su lanzamiento, Deltarune terminó siendo más de lo mismo".
Una cantidad significativa de elogios se dirigió a la música, y Schreier afirmó que "la banda sonora debería ser un punto de venta suficiente"  Tarason descubrió que la música tenía "un toque nuevo y fresco", mientras que Parton la describió como "emocional y sólida" y expresó su sorpresa de que fuera compuesta por una sola persona. Adam Luhrs de RPGFan elogió el "uso inteligente de motivos" de Fox, sintiendo que se incorporaron bien en la historia de Deltarune . Michael Higham de GameSpot señaló similitudes entre la música de Deltarune y Undertale, creyendo que son intentos de recordarte que estos dos mundos están unidos de alguna manera.
El grupo de música de videojuegos Materia Collective lanzó la banda sonora oficial de 40 pistas, compuesta por Toby Fox, y con la compositora y compositora Laura Shigihara en el sencillo más vendido "Don't Forget" . Fangamer lanzó un disco de vinilo de 1 LP el 11 de julio de 2019.
A Tarason le gustó el pixel art del juego , calificándolo de "más detallado y expresivo" en comparación con Undertale , un sentimiento con el que Parton estuvo de acuerdo. Higham explicó además que la capacidad de Deltarune para "comunicarse tanto con tan poco" es una de sus mayores fortalezas y que "las expresiones de los personajes y el lenguaje corporal brindan vívidas demostraciones de personalidad " . La jugabilidad también fue bien recibida en general, con Parton calificándola de "única" y Vogel describiendo el combate como "una expansión orgánica y bien implementada del original". Higham criticó algunas secuencias, como Card Castle, como "un poco básicas".
Allegra Frank de Polygon mencionó que el humor de Deltarune es una de sus "características definitorias". Vogel estuvo de acuerdo, llamando al humor "ingenioso" y la historia "convincente". Higham declaró que "estarás sonriendo de oreja a oreja por la escritura ingeniosa, las bromas ingeniosas y el humor absurdo". Parton y Tarason se centraron más en los diseños de personajes, con Tarason elogiando el "nuevo (y adorable) conjunto de personajes" y Parton afirmando que sus diseños van desde "innegablemente adorables hasta terriblemente perturbadores".
Vogel criticó la forma en que se implementó el Mundo Oscuro y opinó que, a pesar de que se ve un poco mejor que Undertale , "difícilmente se siente como un lugar cohesivo o vivo". También criticó los "pasillos escasamente decorados con muy poco diseño o presentación interesante", finalizando su crítica diciendo que " Desafortunadamente, Deltarune no es un juego muy bonito de ver". Parton también enumeró los puntos de guardado poco frecuentes del juego como negativos en su resumen.

### Capítulo 2
Screen Rant calificó el segundo capítulo con 4.5 sobre 5, diciendo que "la calidad de la experiencia coincide con la de un juego de precio completo, y hace que la espera para los próximos capítulos sea aún más difícil", y lo describe en comparación con el primer capítulo como "[sentirse] como un juego que tiene más confianza  [sic] en su dirección, y más dispuesto a dejar que los jugadores den forma al destino de sus personajes". Ana Diaz de Polygon describió el mundo del Capítulo 2 como "acogedor" a pesar de ser un "desafío duro", elogió su humor y señaló que complica las cuestiones morales y éticas planteadas por el predecesor del juego, Undertale, mientras se suma a la historia que comenzó en el Capítulo 1.
Mary Clarke de For The Win mencionó que la "Ruta extraña" había cambiado su forma de pensar sobre los videojuegos y dijo que "la parte más escalofriante y perturbadora de la Ruta Tumba de Nieve es lo que dice el texto sobre nosotros como jugadores de videojuegos".
Después del lanzamiento del Capítulo 2, la demo (que contiene los Capítulos 1 y 2) atrajo a alrededor de 100 000 jugadores simultáneos en Steam, mucho más que el récord histórico de Undertale .

### Premios
La banda sonora del Capítulo 1 fue nominada para el premio Game Audio Network Guild / MAGFest People's Choice Award en los premios G.A.N.G 2019.

## Desarrollo
Deltarune fue desarrollado por Toby Fox en GameMaker Studio 2. El videojuego presenta un nuevo sistema de batalla influenciado por la franquicia Final Fantasy, que contrasta con el sistema de combate de Undertale (cuya inspiración fue la serie EarthBound). Parte de la música en el videojuego recicla gran parte de la banda sonora de Undertale, pero la mayoría de los temas son nuevos. A lo largo del videojuego se utilizaron sonidos muestreados de EarthBound, mientras que la música de batalla es similar a la música de Breath of Fire III. El videojuego también tiene muchas similitudes con Undertale en el nombre de los personajes; por ejemplo, Ralsei (uno de los personajes principales) es un anagrama de Asriel (un personaje de Undertale). El propio nombre del videojuego, Deltarune, es un anagrama de Undertale. Temmie Chang fue la artista principal del videojuego, diseñando personajes, sprites y animaciones. Chang ayudó previamente a Toby Fox con el arte de personajes en Undertale.

## Lanzamiento
El 31 de octubre de 2018 Toby Fox lanzó el primer capítulo de Deltarune, un videojuego «destinado a personas que han completado Undertale», todo esto después de bromear con algo relacionado con Undertale el día anterior. [10] Fue lanzado para Windows y macOS de forma gratuita. Toby Fox declaró que este lanzamiento es la primera parte de un nuevo proyecto y consideró que el lanzamiento era una especie de "encuesta" para determinar cómo llevar el proyecto más allá. Toby Fox aclaró que Deltarune será un proyecto más grande que Undertale y anticipa que conseguirá un equipo que le colabore en el desarrollo. Además, cuando esté listo, lanzará el videojuego como un paquete completo. Toby Fox planea que Deltarune tenga solo un final.
El segundo capítulo se lanzó el 17 de septiembre de 2021. El 31 de octubre del 2024 Toby Fox confirmó que los capítulos 3 y 4 del juego serán lanzados en 2025. El día 2 de abril durante el Nintendo Direct de presentación de Nintendo Switch 2, se anunció que los capítulos 3 y 4 saldrían para el día 5 de junio del 2025.